# Tang Ruizong
Tang Ruizong (chinois : 唐叡宗 ; pinyin : táng ruizōng, 22 juin 662 –13 juillet 716) est le cinquième et neuvième empereur de la dynastie Tang de Chine. Son nom de naissance est Lǐ Dàn (李旦), et à certaines périodes de sa vie Li Xulun (李旭輪), Li Lun (李輪), Wu Lun (武輪), ou encore Wu Dan (武旦). Il règne de 684 à 690, puis de 710 à 712. C'est le fils de Gaozong et de Wu Zetian et le frère de Tang Zhongzong.

## Biographie
Li Dan est le huitième fils de l'empereur Gaozong et le quatrième de sa seconde épouse Wu Zetian qui deviendra elle-même impératrice de 690 à 705. Entre 676 et 679, devenu prince impérial, il épouse sa concubine Liu qui lui donne trois enfants, le prince Li Chengqi et les princesses Shouchang et Dai. Il a également pour concubine la Consort Dou qui lui donne Li Longji pour fils.

### Premier règne
À la mort de Gaozong en 683, le jeune Zhongzong lui succède officiellement. Mais sa mère, l'impératrice douairière Wu Zetian, prend rapidement le contrôle de l'administration de l'Empire et dépose son fils, qu'elle envoie en exil avec le titre de prince Luling, après quelques semaines. Elle lui substitue son frère Li Dan qui prend le nom de règne de Ruizong et règne officiellement à partir du 27 février 684. Celui-ci vit dans l'ombre de la régence de sa mère qui le confine dans le palais Impérial pendant qu'elle exerce le pouvoir réel.
Le 8 octobre 690, Wu Zetian prend le pouvoir en son nom propre, fondant la seconde dynastie Zhou et devenant ainsi la première et unique impératrice de Chine. Ruizong est rétrogradé au rang de prince héritier sous le nom de Wu Dan. Liu et Dou sont exécutées en 693 sur ordre de l'Impératrice, dans une intrigue de palais.

### Second règne
En 705, la dynastie Tang est restaurée en la personne de Zhongzong, qui décède le 3 juillet 710, probablement empoisonné par son épouse l'impératrice Wei qui cherche à établir son pouvoir et place son jeune fils Shang sur le trône afin de régner elle-même comme impératrice douairière. Après quelques jours, la manœuvre échoue et, à la suite d'un renversement de palais ou Wei trouve la mort, Li Longji - fils de Ruizong et futur empereur Xuanzong - place son père sur le trône impérial le 25 juillet 710  où il demeure jusqu'au 8 septembre 712. Ruizong abdique alors en faveur de son fils et devient Taishang Huang (Empereur Retiré) jusqu'à sa mort en 716.

## Sources partielles
- (en) Kenneth Pletcher, History of China, coll. Britannica Educational Publishing, éd. The Rosen Publishing Group, 2010, pp. 112-113, extrait en ligne